# Каукаја
Каукаја (порт. Caucaia) град је у Бразилу у савезној држави Сеара. Према процени из 2007. у граду је живело 316.906 становника.

## Становништво
Према процени из 2007. у граду је живело 316.906 становника.
| 1991.   | 2000.   |
| ------- | ------- |
| 165,099 | 250,479 |